# Court Tomb von Teergonean

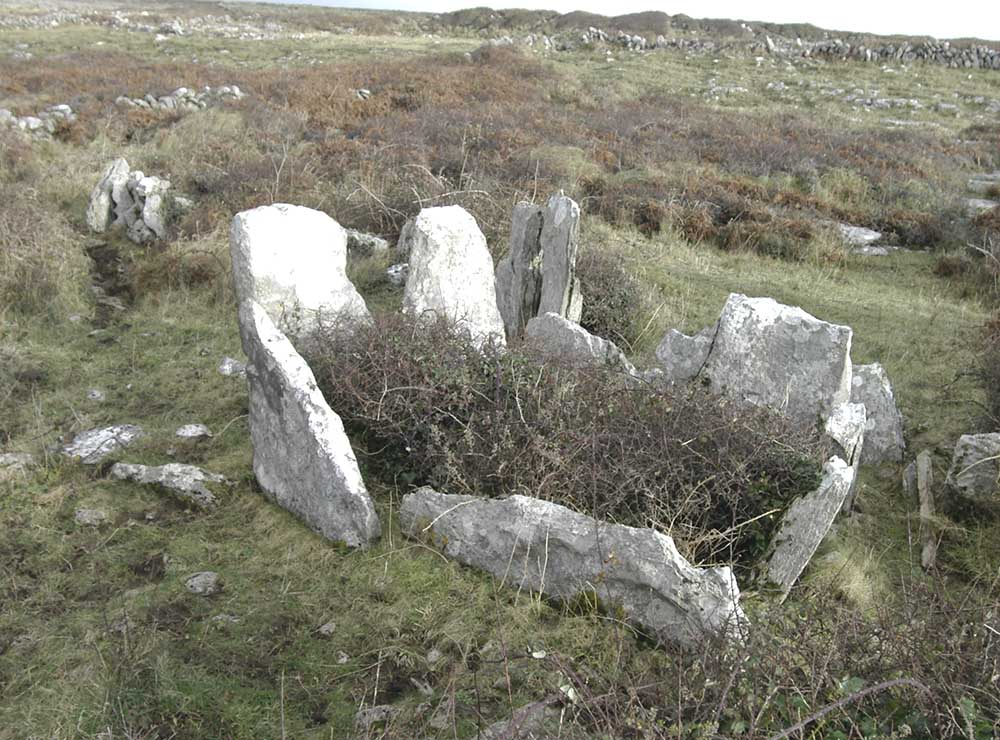
Eine der Kammern von Teergonean

Das Court Tomb von Teergonean liegt im gleichnamigen Townland (irisch Tír Ghamhainín) bei Doolin (Dúlainn), westlich von Lisdoonvarna im Burren im County Clare in Irland. Court Tombs gehören zu den megalithischen Kammergräbern (englisch chambered tombs) in Irland und Großbritannien. Sie werden mit etwa 400 Exemplaren nahezu ausschließlich in Ulster im Norden der Republik Irland beziehungsweise in Nordirland gefunden. 
Das nur teilweise erhaltene, meernahe Court Tomb besteht aus zwei großen Kammern und den Überresten des Hofes, dessen große Portalsteine und der linke Teil der Exedra erhalten sind. Teergonean gehört mit Ballyganner North, Parknabinnia im County Clare und Shanballyedmond im County Tipperary zu den vier atypischen Court Tombs, deren Nutzung aber gleichzeitig mit den anderen Court Tombs in Irland zwischen 3700 und 3570 v. Chr. begonnen zu haben scheint und zu den fünf südlichsten Anlagen dieses Typs.